# Rheinhalde Burkheim
Die Rheinhalde Burkheim ist ein vom Regierungspräsidium Südbaden am 17. März 1965 durch Verordnung ausgewiesenes Naturschutzgebiet auf dem Gebiet der Stadt Vogtsburg im Kaiserstuhl im Landkreis Breisgau-Hochschwarzwald.

## Lage
Der Steinbruch Niederrotweil liegt westlich des Stadtteils Burkheim am rechten Talhang des Rheinzuflusses Blauwasser. Es gehört zum Naturraum Markgräfler Rheinebene. Das Naturschutzgebiet ist Teil des FFH-Gebiets und des Vogelschutzgebiets Kaiserstuhl und liegt eingebettet in das Landschaftsschutzgebiet Rheinauenwälder.

## Landschaftscharakter
Es handelt sich um einen trockenen, südexponierter Hang am Fuße des Burgberges am Nordwestabfall des Kaiserstuhls zum Rheintal. Der Hang ist mit einem Mosaik aus artenreicher Trockenrasenvegetation und Gebüschgruppen bewachsen.